# 阿切勒·斯塔拉切

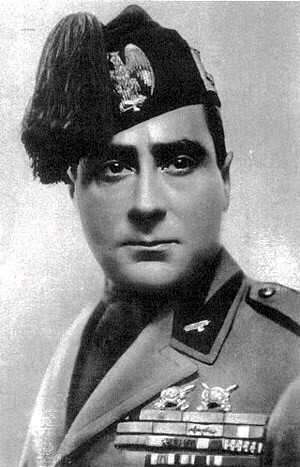
阿切勒·斯塔拉切

阿切勒·斯塔拉切（1889年8月18日—1945年4月29日）是法西斯義大利领导人之一。

## 生平
1909年，斯塔拉切加入義大利皇家陸軍。1914年8月，他在米兰与和平主义示威者斗殴。
第一次世界大战爆發後，斯塔拉切參戰，并因战功獲得一枚银制勇敢勋章和四枚铜质勋章。战争结束后，他离开军队并來到特伦托定居，在那里他第一次接触到法西斯主义运动。
1921年，贝尼托·墨索里尼讓斯塔拉切负责特伦蒂诺-上阿迪杰大区的法西斯组织。1921年10月，斯塔拉切出任国家法西斯党副书记。 1922年，斯塔拉斯参加向罗马进军。1924年，斯塔拉切当选众议院議員。1931年，斯塔拉切出任国家法西斯党书记。1935年，斯塔拉切參加第二次義大利衣索比亞戰爭。斯塔拉切主张法国应该将突尼西亞割让给意大利。1939年10月，斯塔拉切不再擔任國家法西斯黨書記。之後他出任黑衫军参谋长，直至1941年5月。

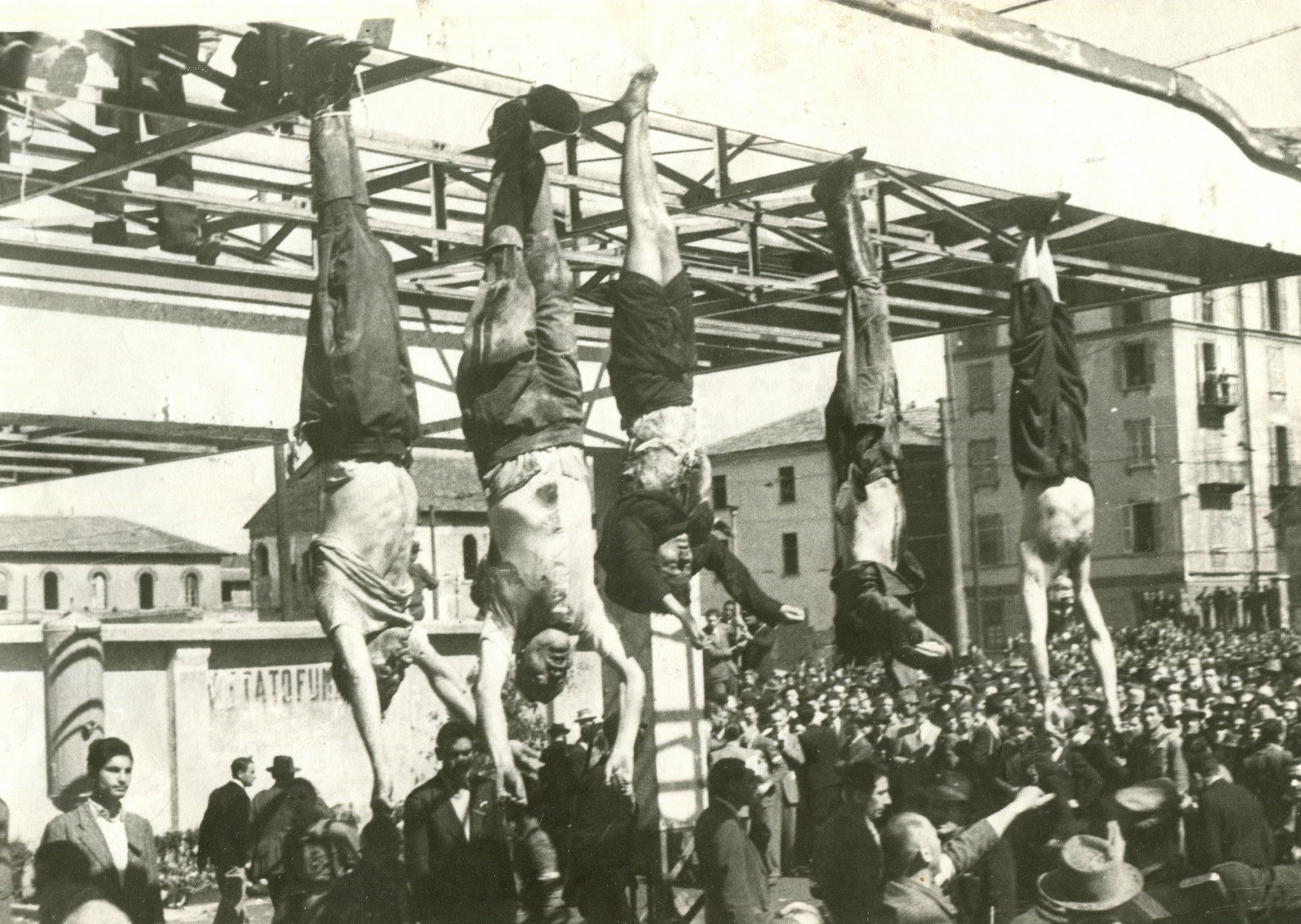
1945年4月29日的洛雷托广场，从左到右依次是尼古拉·邦巴奇、贝尼托·墨索里尼、克拉拉·贝塔西、亚历山德罗·帕沃利尼和斯塔拉切的尸体。

1943年，墨索里尼政权垮台后，斯塔拉切被佩特罗·巴多格里奥政府逮捕。斯塔拉切最终被释放并逃到米蘭。 1945年4月29日，他在晨跑时被義大利抵抗運動武裝分子认出并被抓捕。斯塔拉斯被带到洛雷托广场，在那裡他看到了墨索里尼的遗体，并向其遗体致敬。之後斯塔拉切也被處決，他的尸体随后被吊起来。